# 2012年欧洲冠军联赛决赛
2012年欧洲冠军联赛决赛于2012年5月19日在德国慕尼黑举行，以决出2011–12年欧洲冠军联赛冠军。比赛由德国足球队拜仁慕尼黑於其主場安聯球場对阵來訪的英格兰足球队車路士，最终切尔西在点球大战中以4:3赢得比赛，历史上首次捧起欧洲冠军联赛奖杯。
拜仁慕尼黑成為自羅馬於1984年欧洲冠军杯决赛以来，也是欧冠改制以来首支在主场参加欧冠决赛的球队。赛事因此而被拜仁慕尼黑的支持者冠以（即巴伐利亚语“在家的决赛”之意）的标题。但由于球队最終敗給來訪的車路士，这一标题在赛后被媒体改称为（“在家的戏剧”）。
这是安联球场首次承办欧洲冠军联赛决赛，慕尼黑此前承办的3次欧洲俱乐部赛事决赛均在慕尼黑奥林匹克体育场举行。这场比赛共有62,500人到达现场观看，并在全球范围内有约3亿人通过电视直播观看。

## 比赛场地

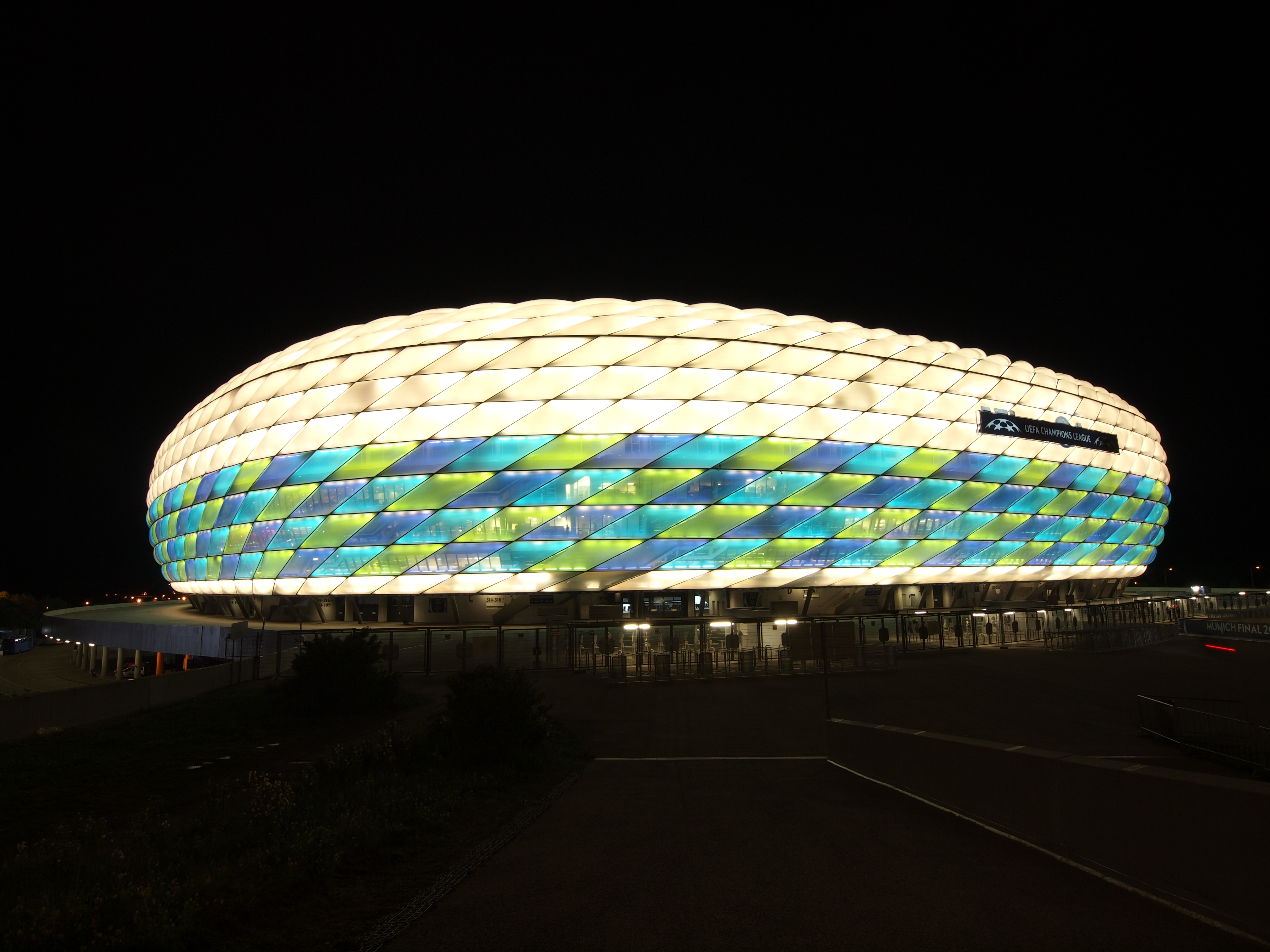
慕尼黑球场在决赛当晚所展示的灯光效果

在2009年1月于瑞士尼翁举行的欧洲足联执委会议上，德甲球队拜仁慕尼黑的主場安联球场被确认为2012年欧洲冠军联赛决赛的举办场地。同时由于安联并非欧洲足联的特约商户及赞助商，场地会在决赛时改称“慕尼黑球场”（Fußball Arena München）。这是巴伐利亚州首府第4次承办欧洲冠军联赛决赛，慕尼黑奥林匹克体育场此前承办了1979年、1993年和1997年的3次欧洲冠军联赛决赛。而在男子决赛进行的两天前，奥林匹克体育场也于2012年5月17日承办了欧洲女子冠军联赛决赛，里昂女足以2:0战胜法兰克福女足。
慕尼黑市议会与欧洲足联约定，前者将承担约130万欧元的赛事组织费用，占总支出的76.9%，而欧洲足联只承担30万欧元的支出。其后因安保措施需要，慕尼黑方面又追加了30万欧元的投入。
赛事共对外发售62,500张门票，其中参赛双方每队可获17,500张，面向各自的球迷发售。另有7000张则被售予欧洲足联自身的第三方球迷。保罗·布莱特纳获委任为赛事宣传大使。在拜仁慕尼黑成功晋级决赛后，门票分配方案也遭到了诟病，因为这使主场参赛的球队无法获得主场优势。由于比赛受关注程度较高，最贵的一张门票在开赛前已经被炒到了8000英镑，价格是票面价格的将近30倍。为了满足更多球迷的观看需求，慕尼黑奥林匹克体育场和慕尼黑啤酒节的举办地特蕾西娅草坪都架设了实况转播大屏幕，两处场地分别能容纳6.5万和3万观众，其中奥林匹克体育场涌入了近63,000名球迷一起看球，这一数字和安联球场的观众人数已经十分接近。另外，慕尼黑当地具备实况转播条件的一些啤酒园的座位都早已被预订一空。

## 比赛用球
2012年欧洲冠军联赛决赛的官方用球由阿迪达斯于2012年2月14日在安联球场发布，被命名为“决战慕尼黑（MUNICH FINAL 2012）”。其设计沿用欧洲冠军联赛标志性的星形图案，并增加了决赛主办城市慕尼黑的元素，其中包括欧洲冠军联赛决赛的标识。这些图案的设计灵感源自安联球场的外形。蓝色和湖绿色的色彩搭配则受到了现代建筑材料的影响。而每一块白色球面都代表一届欧冠决赛，并在球皮拼接处印有历届欧冠决赛的举办年份、城市和球场。这是阿迪达斯为欧洲冠军联赛设计制造的第17款官方比赛用球，它不仅被用于5月19日举行的欧洲冠军联赛决赛，还首次在淘汰赛阶段就被投入使用。

## 参赛球队

### 拜仁慕尼黑：“决赛回家”

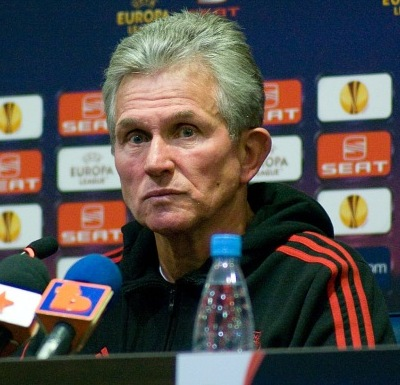
拜仁主教练尤普·海因克斯

當得悉安聯球場獲選為2012球季歐冠決賽場地後，拜仁慕尼黑主席乌利·赫内斯在2010年1月的俱乐部股东周年大会上便已宣布，球队必须参加當年決賽，因为这将在球队主场举办。因此，拜仁球迷对球队的期望便是进军最后一轮，令“决赛回家”。在那一赛季的欧洲冠军联赛决赛中，拜仁慕尼黑以0比2不敌国际米兰，无缘奖杯。而在接下来的赛季中，拜仁再度于四分之一决赛遭同一对手淘汰。
至2011/12赛季，拜仁因在上届德甲联赛中的名次落后多特蒙德和勒沃库森而屈居第三，被迫通过参加对阵苏黎世的附加赛以入围欧洲冠军联赛正赛。在新赛季的首场比赛前，尤普·海因克斯成为球队的新任主教练。在小组赛A组中，海因克斯的球队先后战胜了同组的比利亚雷亚尔、曼彻斯特城和那不勒斯，以小组头名的身份晋级淘汰赛。在首轮淘汰赛的首回合比赛，球队客场0:1不敌巴塞尔，却在次回合主场以7比0横扫对手。四分之一决赛，球队又以主、客场两个2比0淘汰马赛，于半决赛面对皇家马德里。因双方在各自主场均以相同比分获胜，拜仁最终凭借点球大战以6比4战胜皇家马德里，顺利晋级决赛。然而在这场比赛中，三名防守球员大卫·阿拉巴、霍尔格·巴德施图伯和路易斯·古斯塔沃均因累计两张黄牌而无缘决赛。
在已经结束的当季德甲联赛及在欧洲冠军联赛决赛前一周举行的德国杯决赛中，拜仁双双无缘冠军。这两项赛事的锦标都被多特蒙德摘得。队长菲利普·拉姆因此在欧冠决赛前表示：“整个赛季都没有赢得奖杯对于拜仁而言是失落的，若两次进入欧冠决赛都两次屈居亚军则更是如此。”

### 切尔西：“大龄乐园”

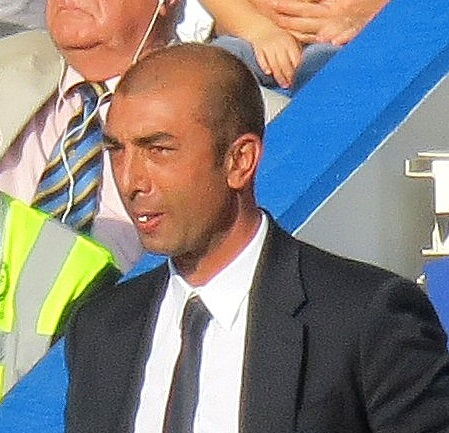
切尔西主教练罗伯托·迪马特奥

在本场比赛之前，切尔西从未赢得过这项欧洲顶级赛事的冠军。这支因阵容严重老化而被称作“大龄乐园”的球队曾在2004年、2005年、2007年、2008年和2009年连续进入欧冠半决赛，并于2008年杀入了决赛，却在点球大战中遗憾的负于死敌曼联。2009年的半决赛对阵巴塞罗那则是在多打一人的優勢下仍遭到絕殺淘汰。
在本赛季开赛前，卡洛·安切洛蒂的切尔西主教练职位被安德烈·維拉斯-波亞斯所取代。然而，截至2012年3月4日，博阿斯的球队在过去的16场比赛中仅取得5场胜利，于英超联赛已落后榜首曼彻斯特城20分之多；同时在冠军联赛首轮首回合淘汰赛中以1比3不敌那不勒斯，面临被淘汰的危险。博阿斯随即遭到解职，由其助理教练罗伯托·迪马特奥就任临时主教练。
作为2010/11赛季英超联赛的亚军，切尔西得以作为种子队直接入围本赛季欧洲冠军联赛的正赛。在小组赛E组中，球队在先后对阵勒沃库森、巴伦西亚和亨克的比赛中取得了全部主场胜利，并1球未失，客场也取得了两平一负的战绩，顺利以小组头名晋级淘汰赛。在八分之一决赛中，球队在首回合客场以1比3负于那不勒斯后，回到主场凭借加时赛的入球以4比1淘汰对手。至四分之一决赛，球队又以主场2-1、客场1-0的比分战胜本菲卡，其半决赛将面对卫冕冠军巴塞罗那。切尔西先是在主场以1比0小胜，后在巴塞罗那通过链式防守以2比2顽强逼平对手而进军决赛。在这场比赛中，劳尔·梅雷莱斯、布拉尼斯拉夫·伊雲奴域和拉美利斯因累计两张黄牌，以及约翰·特里因红牌被罚下均无缘参加决赛。
在当季英超联赛中，切尔西仅积64分位列第六，创下了投资人罗曼·阿布拉莫维奇自收购球队以来的最差排名。然而，球队却在足总杯决赛中以2比1战胜利物浦，历史上第七次赢得该项赛事冠军。

### 晋级过程
以下是兩支隊伍進入決賽的過程：
| 隊伍       | 賽 | 勝 | 和 | 負 | 得球 | 失球 | 球差 | 分 |
| ---------- | -- | -- | -- | -- | ---- | ---- | ---- | -- |
| 拜仁慕尼黑 | 6  | 4  | 1  | 1  | 11   | 6    | +5   | 13 |
| 拿玻里     | 6  | 3  | 2  | 1  | 10   | 6    | +4   | 11 |
| 曼城       | 6  | 3  | 1  | 2  | 9    | 6    | +3   | 10 |
| 維拉利爾   | 6  | 0  | 0  | 6  | 2    | 14   | -12  | 0  |

| 隊伍     | 賽 | 勝 | 和 | 負 | 得球 | 失球 | 球差 | 分 |
| -------- | -- | -- | -- | -- | ---- | ---- | ---- | -- |
| 車路士   | 6  | 3  | 2  | 1  | 13   | 4    | +9   | 11 |
| 利華古遜 | 6  | 3  | 1  | 2  | 8    | 8    | 0    | 10 |
| 華倫西亞 | 6  | 2  | 2  | 2  | 12   | 7    | +5   | 8  |
| 亨克     | 6  | 0  | 3  | 3  | 2    | 16   | -14  | 3  |

## 比赛进程
比赛在90分钟的常规时间内以1比1战平，进入加时赛。加时赛中双方均无建树，最终切尔西在点球大战中取胜。

### 上半場
拜仁从一开始便控制了比赛，并获得多数的得分机会。开场仅2分钟，巴斯蒂安·施魏因斯泰格故意手球被判黄牌，3分钟后，他在距离球门18米处远射，球被加利·卡希爾挡出底线。随后托尼·克罗斯也在同样的距离施射却偏出近角。第21分钟，拜仁险些破门。阿尔扬·罗本左路直塞禁区，弗兰克·里贝里背身倚住若泽·博辛瓦将球漏过，罗本在门前10米处左脚斜射被佩特·切赫右腿一挡击中近门柱外侧。在前24分钟的临时比赛报告中，拜仁占有64%的控球率，角球次数为7比0，射门次数为6比0。
切尔西直至第34分钟才由桑·馬達完成第一脚射门。两分钟后，托马斯·穆勒摆脱阿什利·科尔防守，在门前12米处左脚凌空扫射偏出左门柱。第37分钟，无人盯防的萨洛蒙·卡卢距门14米处斜射近角被曼努埃尔·诺伊尔倒地没收。上半场结束前，马里奥·戈麦斯接连错失两次破门机会，他先于第39分钟在禁区前沿脚尖一挡偏出右门柱，第42分钟又在门前13米处左脚抽射高出，结果双方在上半场互交白卷
。

### 下半場

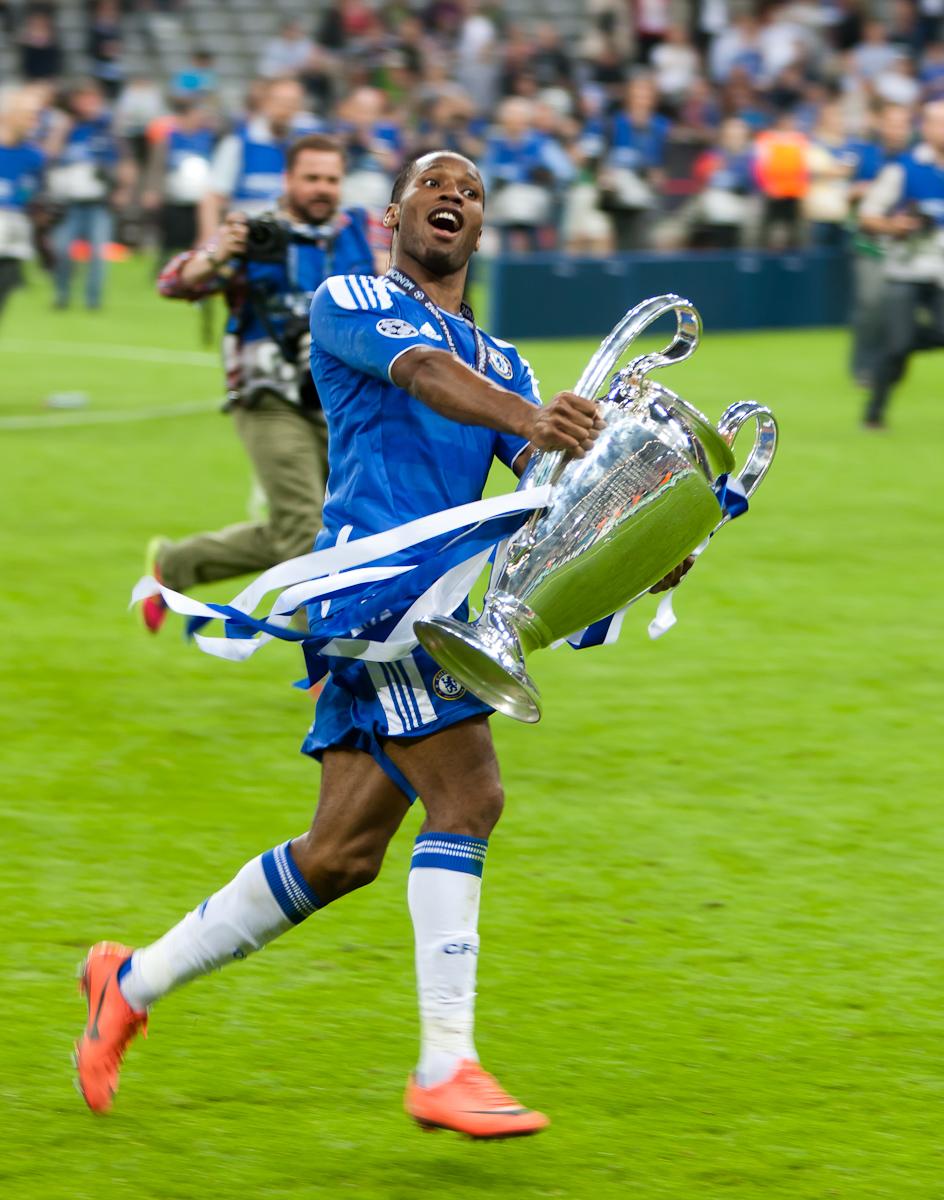
全场最佳球员迪迪埃·德罗巴射入了扳平比分的一球

下半场的局面与此前相同，拜仁从一上来便开始继续围攻切尔西。弗兰克·里贝里曾在第54分钟射入1球，但助理裁判举旗示意越位，入球无效。截至第70分钟，拜仁在下半场已完成了高达26次的射门，这是一个创纪录的欧洲冠军联赛决赛数据，但它们的努力并未能换来入球。直至第83分钟，克罗斯左路斜传，穆勒后点距门5米处冲顶弹地，皮球越过切赫指尖贴横梁入网，拜仁1比0领先。不久后，穆勒便因腿部痉挛而被丹尼尔·范比滕换出。第88分钟，切尔西获得其全场第一个角球，马塔右侧开出，迪迪埃·德罗巴前点距门9米处大力头球顶入近门柱，诺伊尔虽然触到了皮球，但仍无法改变球的运行方向，场上比分被扳成1比1平。
至下半场比赛结束，拜仁录得了射门比例为27:7和角球比例为17:1的压倒性数据优势。

### 加时赛
加时赛开场仅3分钟，里贝里禁区左侧转身突破，被德罗巴踢中脚后跟倒地，主裁判出示黄牌并判罚点球。罗本主罚左脚低射右侧，但角度太正被切赫挡出，并回身抱在怀中。里贝里则因痉挛被伊维卡·奥利奇换下。第97分钟，拉姆右路传中，范比滕前点转身凌空扫射被封堵。
即便是在双方交换场地后，拜仁也依然在加时赛中控制了比赛局面，却始终无法再度取得入球。第108分钟，拉姆右路突破挑传，奥利奇后点左脚半凌空推向后门柱，但范比滕跟进太慢错失机会。第112分钟，罗本直塞禁区右侧，拉姆回传戈麦斯，卡希尔奋力抢先封堵，路易斯破坏出底线。当加时赛结束后，比分依然维持在1比1，欧冠决赛历史上第10次进入点球大战。

### 点球大战

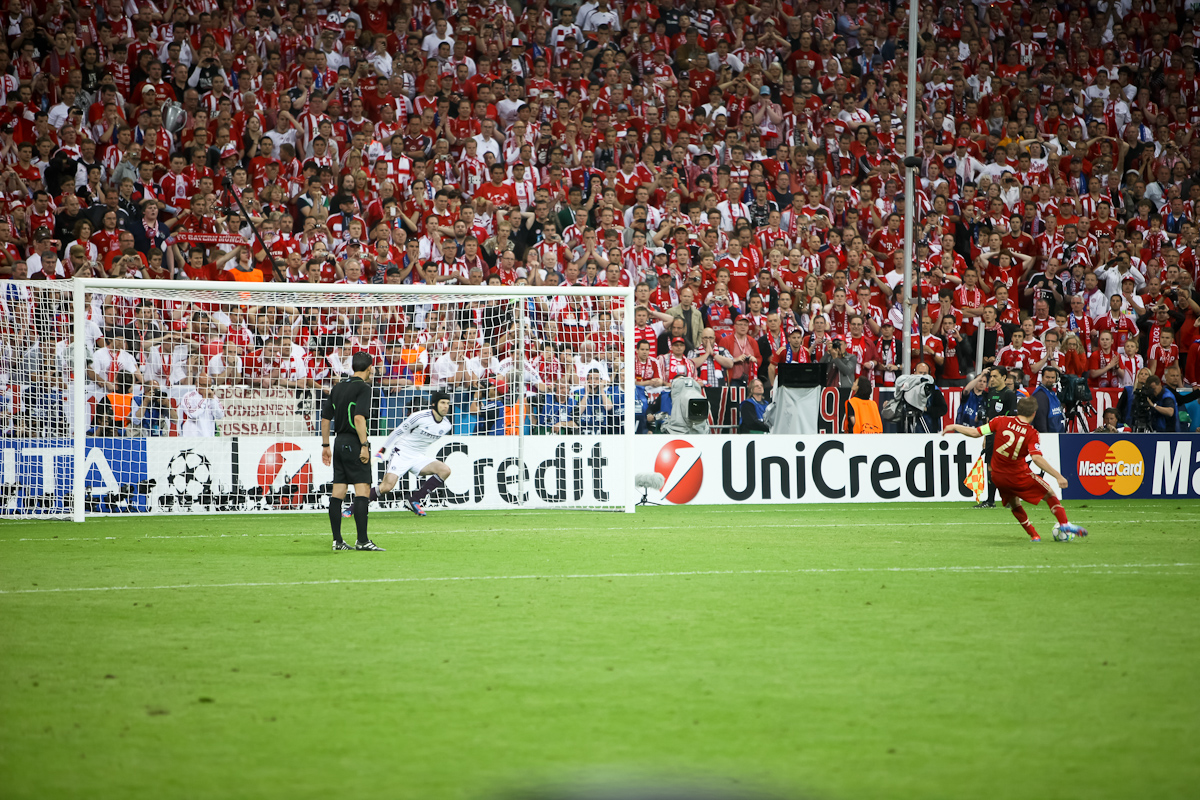
菲利普·拉姆在点球大战中率先登场

点球大战由拜仁首先主罚，队长拉姆第一个出场，他的推射被切赫扑到，但还是飞进右上角；而切尔西率先出场的马塔左脚推射角度太正，被诺伊尔侧扑封出，拜仁1比0。第二轮，拜仁的戈麦斯推进右下角，切尔西的大衛·雷斯长距离助跑劲射挂右上角，双双得分。第三轮，拜仁的诺伊尔亲自主罚准确命中左下角，而切尔西的弗兰克·兰帕德也大力抽射入中路顶端。
第四轮，顶替里贝里出场的奥利奇推射右侧被切赫封出，阿什利·科尔左脚推进右下角，双方战成3比3。第五轮出场的施魏因斯泰格原本有机会终结比赛，但他的低射右下角却被切赫扑出击中门柱。最后出场的德罗巴轻松将球射入球门左下角，点球大战就此结束，切尔西以4比3获胜，并以总比分5比4力壓拜仁，首次夺得欧洲冠军奖杯。

## 战术运用

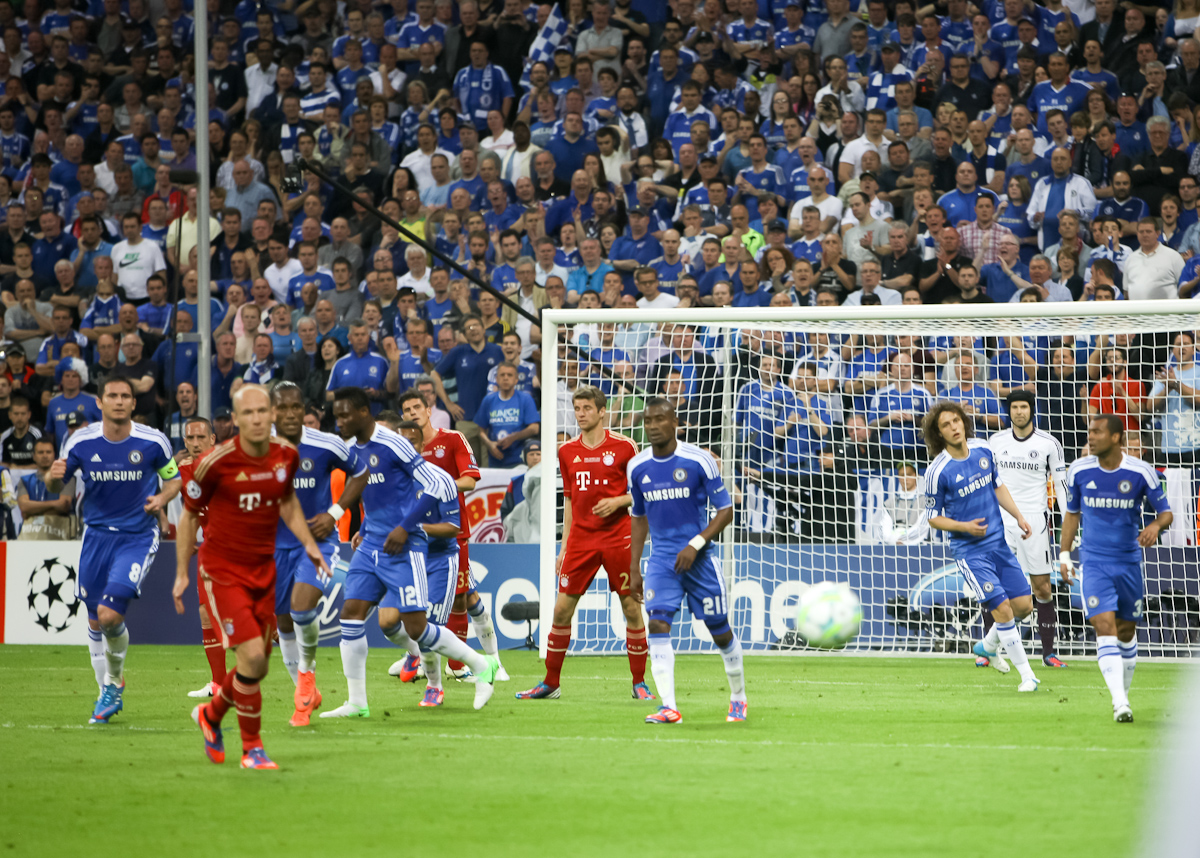
在拜仁的一次进攻中，切尔西有超过7名防守球员部署于禁区内

由于受到部分防守球员停赛的影响，拜仁把常用的4-3-3阵型改为了4-2-3-1。切尔西同样有众多防守球员缺阵，迪马特奥决定将剩余的防守主力部署于两翼，以最大限度阻挡拜仁的攻势。切尔西的进攻则多数由右路发动，然而迭戈·孔滕托的顽强防守却让迪马特奥的计划受阻。德罗巴在中路也遭到热罗姆·博阿滕和阿纳托利·季莫什丘克的共同盯防而表现平平，与他一起参与进攻任务的还有卡卢和马塔，但后者在开赛20分钟后已主要承担防守职责。
切尔西主要采取严格的防守战术，在开赛20分钟后即形成了两条平行的4人防线，其中靠后的一条长期处于罚球区内，另一条防线也与此相隔不远。迪马特奥要求中前场丢球之后快速回收，并不就地展开反抢，因此获得连续控球权的拜仁总能轻易的攻入禁区，却难以直接面对球门造成威胁。他们通过不断的传切配合、盘带、跑动均无法打穿切尔西的防守壁垒。戈麦斯作为拜仁唯一的箭头球员也在禁区内遭到人盯人防守。切尔西成功将对方的大多数攻势转移至边路，并且丝毫不惧怕将球挡出底线。这也可以解释最终20:1的角球比例是如何得来的。切尔西唯一的失球是由于克罗斯左侧禁区前传中，阿什利·科尔在前点争顶遭到戈麦斯的干扰而走漏了埋伏在后门柱前的穆勒。但拜仁若直接从外围传入禁区，切尔西球员会立即参与拦截。因此拜仁有近半数的直接射门都被伦敦球员封堵了。
拜仁的进攻也没有完全依靠人数优势，罗本经常转移至左路，在这一侧他与里贝里共同形成以少打多的局面，并通过二过一或直传球配合杀入对方禁区。直至第75分钟，拜仁仍不时采取这一战术，但此举的推进速度相对缓慢，且成功率较低。切尔西为这两人派出最多4名球员参与拦截，一人失败后立即会有另一人补上，因此切尔西没有感到任何威胁。拜仁的防守球员对德罗巴扳平比分的入球也实施了防守，但都无力阻挡这记势大力沉的头球冲顶。在加时赛中，里贝里不断尝试带球过人也对德罗巴造成了压力，甚至逼迫对手造成了点球。

## 比赛数据
| 2012年5月19日 20:45 CEST |

| 拜仁慕尼黑                                     | 1–1 （加時賽） | 車路士                                 |
| ---------------------------------------------- | -------------- | -------------------------------------- |
| 穆勒 83'                                       | 報告           | 德罗巴 88'                             |
|                                                |                |                                        |
| 拉姆 · 戈麦斯 · 诺伊尔 · 奥利奇 · 施魏因斯泰格 | 3–4            | 马塔 · 鲁伊兹 · 兰帕德 · 科尔 · 德罗巴 |

| 慕尼黑，慕尼黑球场 觀眾人數：62,500 ：普罗恩卡（葡萄牙） |

| 拜仁慕尼黑 | 車路士 |

| 拜仁慕尼黑： |    |              |  |     |
|              |    |              |  |     |
| 門將         | 1  | 诺伊尔       |  |     |
| 後衛         | 21 | 拉姆         |  |     |
| 後衛         | 44 | 季莫什丘克   |  |     |
| 後衛         | 17 | 博阿滕       |  |     |
| 後衛         | 26 | 孔滕托       |  |     |
| 中場         | 31 | 施魏因斯泰格 |  | 2'  |
| 中場         | 39 | 克罗斯       |  |     |
| 翼鋒         | 10 | 罗本         |  |     |
| 中場         | 25 | 穆勒         |  | 87' |
| 翼鋒         | 7  | 里贝里       |  | 97' |
| 前鋒         | 33 | 戈麦斯       |  |     |
| 替補：       |    |              |  |     |
| 門將         | 22 | 布特         |  |     |
| 後衛         | 5  | 范比滕       |  | 87' |
| 後衛         | 13 | 拉菲尼亚     |  |     |
| 中場         | 14 | 宇佐美貴史   |  |     |
| 中場         | 23 | 普拉尼奇     |  |     |
| 前鋒         | 9  | 彼得森       |  |     |
| 前鋒         | 11 | 奥利奇       |  | 97' |
| 主教练：     |    |              |  |     |
| 海因克斯     |    |              |  |     |

| 車路士：     |    |          |      |     |
|              |    |          |      |     |
| 門將         | 1  | 切赫     |      |     |
| 後衛         | 17 | 博辛瓦   |      |     |
| 後衛         | 24 | 卡希尔   |      |     |
| 後衛         | 4  | 鲁伊兹   | 86'  |     |
| 後衛         | 3  | 科尔     | 81'  |     |
| 中場         | 12 | 米克尔   |      |     |
| 中場         | 8  | 兰帕德   |      |     |
| 翼鋒         | 21 | 卡卢     |      | 84' |
| 中場         | 10 | 马塔     |      |     |
| 翼鋒         | 34 | 貝特蘭   |      | 73' |
| 前鋒         | 11 | 德罗巴   | 94'  |     |
| 替補：       |    |          |      |     |
| 門將         | 22 | 特恩布尔 |      |     |
| 後衛         | 19 | 费雷拉   |      |     |
| 中場         | 5  | 埃辛     |      |     |
| 中場         | 6  | 罗梅乌   |      |     |
| 中場         | 15 | 马卢达   |      | 73' |
| 前鋒         | 23 | 斯图里奇 |      |     |
| 前鋒         | 9  | 托雷斯   | 120' | 84' |
| 临时主教練： |    |          |      |     |
| 迪马特奥     |    |          |      |     |

| \| 歐洲足協最佳球員： - 德罗巴 （車路士）[1] 球迷評選最佳球員： - 切赫 （車路士）[2] \| 助理裁判：[57] 贝蒂诺·米兰达（） 里卡多·桑托斯（） 第四官员：[57] 卡洛斯·卡尔巴罗（） 底線裁判：[57] 曼努埃尔·德·索萨（） 杜阿特·戈麦斯（） \| 比賽規則[58] - 90分鐘正規賽 - 如有需要將舉行30分鐘加時賽 - 如過仍平手，將開始互射十二碼 - 每邊7名替補球員 - 每邊可換3名替補球員上場 \| | | |
| 歐洲足協最佳球員： - 德罗巴 （車路士） 球迷評選最佳球員： - 切赫 （車路士） | 助理裁判： 贝蒂诺·米兰达（） 里卡多·桑托斯（） 第四官员： 卡洛斯·卡尔巴罗（） 底線裁判： 曼努埃尔·德·索萨（） 杜阿特·戈麦斯（） | 比賽規則 - 90分鐘正規賽 - 如有需要將舉行30分鐘加時賽 - 如過仍平手，將開始互射十二碼 - 每邊7名替補球員 - 每邊可換3名替補球員上場 |

### 技術統計
|          | 拜仁 | 車路士 |
| -------- | ---- | ------ |
| 入球     | 0    | 0      |
| 射門次數 | 13   | 2      |
| 命中次數 | 2    | 1      |
| 撲救     | 1    | 2      |
| 控球指數 | 60%  | 40%    |
| 角球     | 8    | 0      |
| 犯規     | 4    | 9      |
| 越位     | 0    | 1      |
| 黃牌     | 1    | 0      |
| 紅牌     | 0    | 0      |

|          | 拜仁 | 車路士 |
| -------- | ---- | ------ |
| 入球     | 1    | 1      |
| 射門次數 | 14   | 5      |
| 命中次數 | 4    | 2      |
| 撲救     | 1    | 3      |
| 控球指數 | 52%  | 48%    |
| 角球     | 9    | 1      |
| 犯規     | 6    | 9      |
| 越位     | 1    | 0      |
| 黃牌     | 0    | 2      |
| 紅牌     | 0    | 0      |

|          | 拜仁 | 車路士 |
| -------- | ---- | ------ |
| 入球     | 0    | 0      |
| 射門次數 | 8    | 2      |
| 命中次數 | 1    | 0      |
| 撲救     | 0    | 1      |
| 控球指數 | 59%  | 41%    |
| 角球     | 3    | 0      |
| 犯規     | 4    | 8      |
| 越位     | 0    | 1      |
| 黃牌     | 0    | 2      |
| 紅牌     | 0    | 0      |

|          | 拜仁 | 車路士 |
| -------- | ---- | ------ |
| 入球     | 1    | 1      |
| 射門次數 | 35   | 9      |
| 命中次數 | 7    | 3      |
| 撲救     | 2    | 6      |
| 控球指數 | 56%  | 44%    |
| 角球     | 20   | 1      |
| 犯規     | 14   | 26     |
| 越位     | 1    | 2      |
| 黃牌     | 1    | 4      |
| 紅牌     | 0    | 0      |

## 颁奖仪式

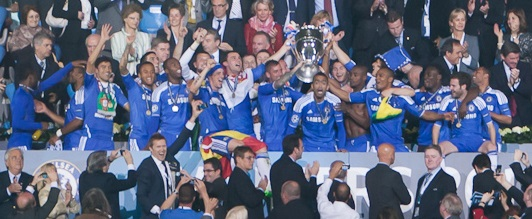
切尔西球员高举冠军奖杯

本场比赛结束后随即举行了2011–12年欧洲冠军联赛的颁奖仪式。德国联邦总统约阿希姆·高克出席了这次颁奖仪式。欧洲足联主席米歇尔·普拉蒂尼为切尔西颁发金牌并移交了欧冠奖杯。在此之前，他还为拜仁颁发了亚军银牌。施魏因斯泰格在颁奖中无视高克提出的握手请求而引起了新闻界的高度关注，他在其后对此道歉，并在一份声明中表示当时并没有留意到这一点。此外，尤普·海因克斯在行经领奖台时也忽视了德国总统。

## 电视转播
2012年欧洲冠军联赛决赛的电视信号由天空德国电视台提供，全球共有超过200个国家及地区以标清、高清或3D的形式转播了这场比赛。私营电视台Sat.1则在德国范围内提供免费电视直播。总体而言，当比赛进行至点球大战时该频道共录得2,039万的收视率。其中50岁以下的观众比例占70.1%，创下其自开播以来的最高纪录。在奥地利，公共广播机构奧地利廣播集團也对这项赛事进行直播，并录得近百万收视观众。在中国，中央电视台获得了该赛事在中国大陆地区的独家国语直播权。而ESPN和广州市广播电视台的广州竞赛频道分别获得中国大陆地区的独家英语直播权和独家粤语直播权。欧洲足联估计这场比赛在全球的观众总人数约为3亿人次。

## 赛后反应

### 专家及球员
在赛后新闻发布会上，拜仁主教练海因克斯总结球队是“因在比赛中浪费机会而遭到惩罚，他们没有输给对手，而是输给了自己”。当有记者向切尔西主教练迪马特奥提问他的球队是否赢得漂亮时，后者仅以一笑置之，并随即表示自己的球队“要幸运得多”。
德国国家队主教练约阿希姆·勒夫在赛后表示，拜仁的表现更为出色，他们被击败并不合理。“但足球有时候就是如此残酷，我们当然对此感到失望和悲伤”。拜仁前队长斯特凡·埃芬博格也观看了这场令人感到失望的比赛，但他认为自己的球队是自食其果，因为他们“在90分钟内错失了太多的机会”。
为拜仁取得入球的穆勒解释称他们已经比过去往常时候表现得更好，“但最后捧杯的球队往往并不是场上踢得更好的那支，这就是足球”。切尔西守门员切赫认为，自己扑出对手点球并没有秘诀，他们在联赛中度过了一个糟糕的赛季，“欧冠夺冠是对我们最好的补偿”。而射失点球的拜仁中场罗本则表示，“越往后的点球，更多的是考验射手的体力而非技术”。
曾在职业生涯中先后为两支球队效力的前球员米夏埃尔·巴拉克也表达了自己的观点，他认为切尔西配得上赢得比赛的胜利，“这是对他们在过去几年中所作努力的回报”。

### 政要

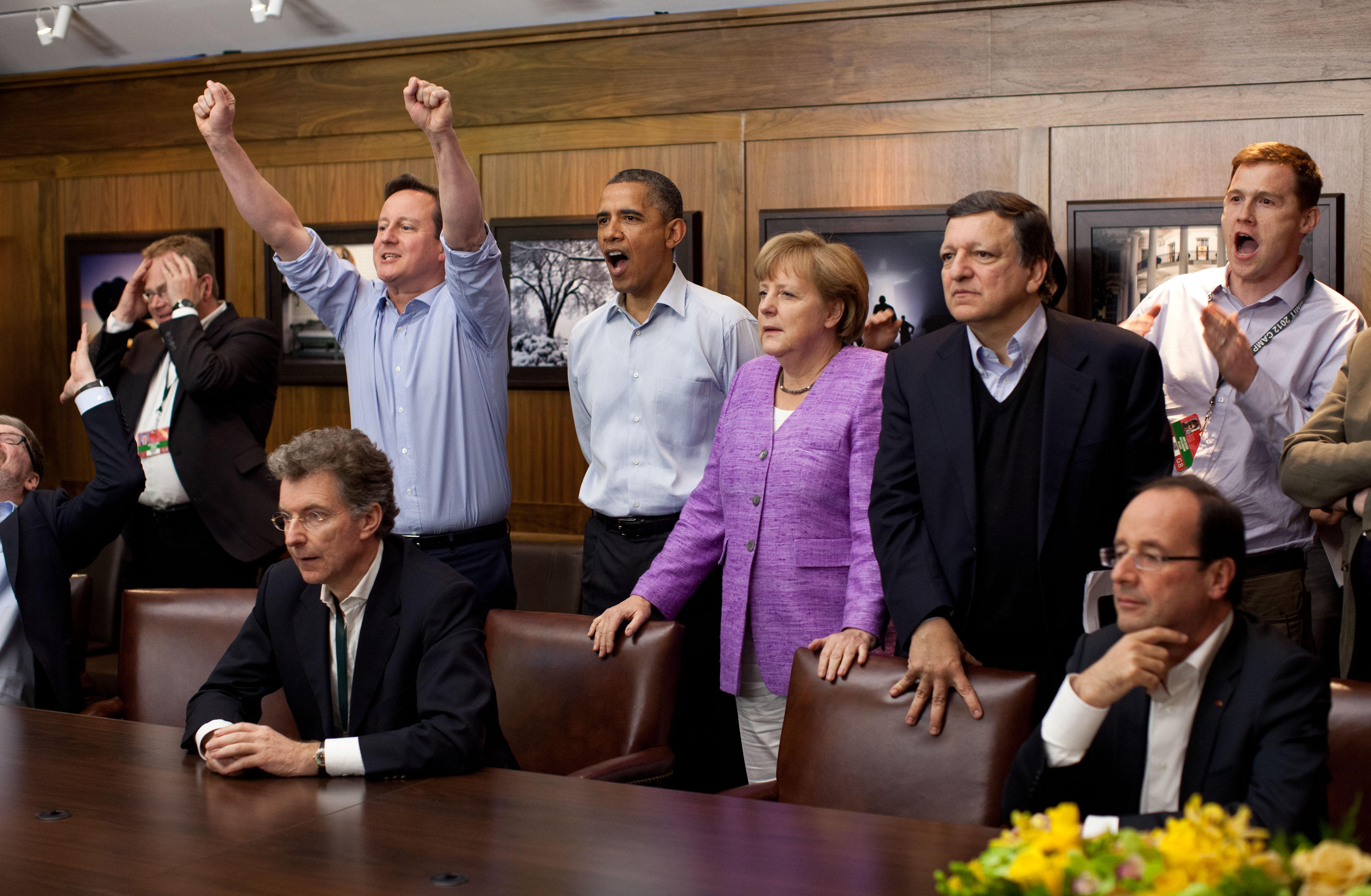
八国集团首脑共同观看比赛直播。

决赛举行之际，第38屆八國集團首腦會議正在美国戴维营进行。东道主美国总统贝拉克·奥巴马为八国领导人特意安排了共同观看比赛直播的环节，同为球迷的英国首相戴维·卡梅伦及德国总理安格拉·默克爾并肩而坐。在切尔西通过点球大战取胜后，卡梅伦振臂高呼，一旁的默克尔则双手撑在椅背上，神情落寞，并随即接受了前者的拥抱。虽然是欧洲赛事，美国总统奥巴马当在德罗巴射入点球后也跟着叫好，表现兴奋；而没有法国球队参赛则使得新上任的法国总统弗朗索瓦·奥朗德感觉无趣。

### 媒体
在英格兰，新闻界对切尔西夺冠的反响热烈。一些报刊例如《星期日泰晤士報》及小报《太阳报》特别提到了英格兰和德国之间的足球恩怨。《独立报》则评论了罗曼·阿布拉莫维奇的投资，“其对球队巨大的投入终于在令人激动的情况下获得回报”。迪迪埃·德罗巴也得到了称赞，《太阳报》利用其名字撰写了押韵的文章标题（英文“迪迪做到了”之意），西班牙《世界报》也提及了德罗巴的34岁高龄。
其它一些媒体，包括《每日镜报》和俄罗斯的《苏维埃体育》对射失点球的罗本进行了嘲讽，尽管这也是事实。他们表示“这位梦想夺得欧冠奖杯的前切尔西球员却在离开球队后帮助老东家实现夺冠”。西班牙《马卡报》则指出拜仁的失利是咎由自取。
德国新闻界着重提及与过程不相配的比赛结果。《焦点》杂志描述“拜仁始终无法获得冠军，即便是在欧洲冠军联赛决赛”。《南德意志报》的作者约纳斯·贝肯坎普（Jonas Beckenkamp）和米夏埃尔·柯尼希（Michael König）以“决赛如同一出拙劣的电影”为标题进行了总结。弗里德·普费弗（Frieder Pfeiffer）也在同一份报纸中将比赛评论为“不知所谓”：
在线版的《明镜》不仅将焦点聚集在本场比赛，它们更对拜仁整个赛季的表现进行了综述：
《法兰克福汇报》的克里斯蒂安·埃奇勒（Christian Eichler）也觉得拜仁是表现更好的球队。不过他同时还表示，球队在关键时刻已然崩盘。

## 后续影响

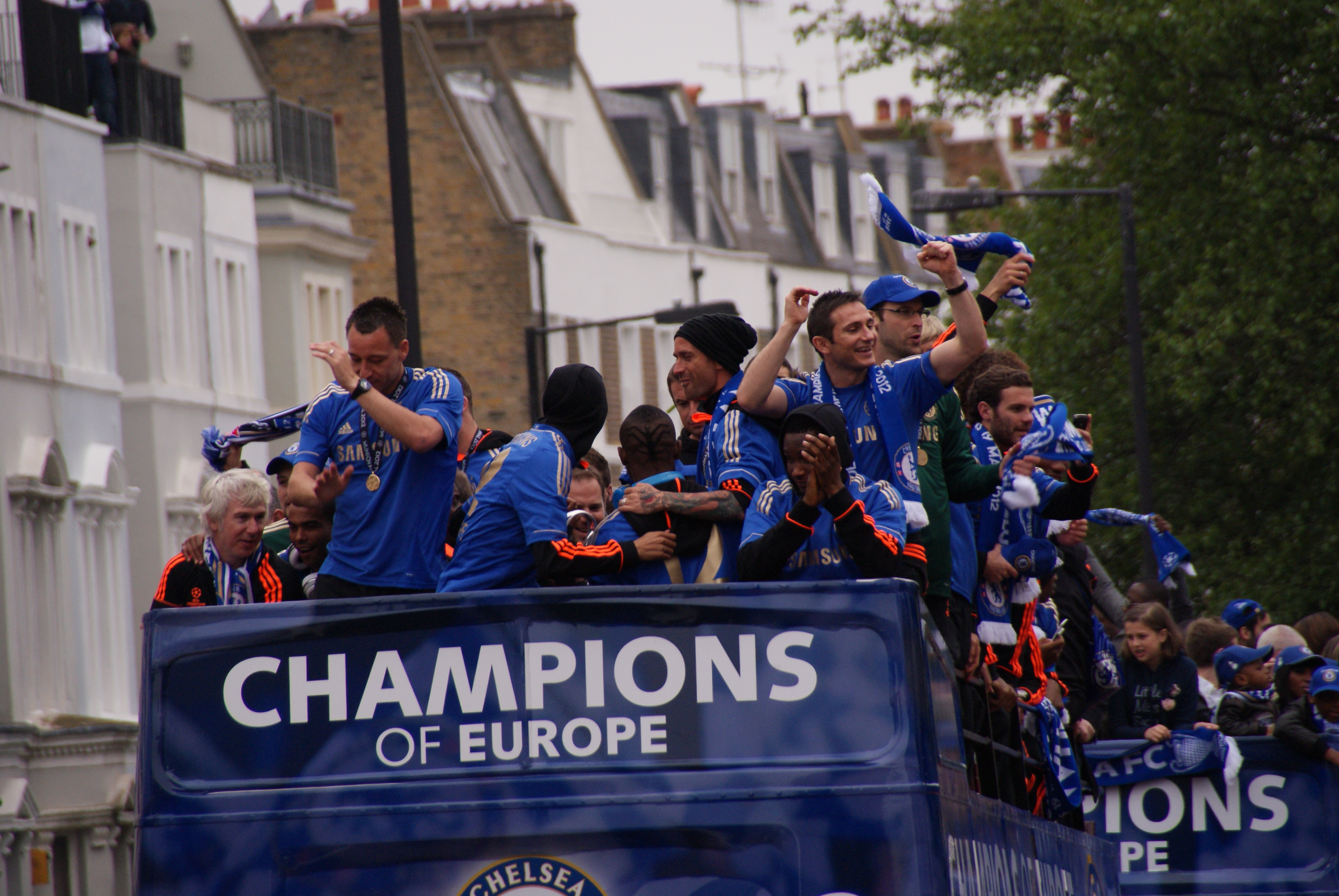
切尔西在伦敦举行的夺冠巡游

在慕尼黑举行官方庆典后的第二天，切尔西又在西伦敦举行球队的夺冠巡游，并吸引了数万名球迷围观。球员登上一辆不设顶棚的双层巴士，沿途展示欧冠奖杯及此前获得的足总杯奖杯。巡游的起点在斯坦福桥西门，途经国王路及新国王路，直至哈默史密斯-富勒姆区的帕森绿色公园（Parsons Green）结束。欧冠决赛也是德罗巴最后一次为切尔西上阵，他在2012年5月22日正式宣布离开。
凭借决赛的胜利，切尔西成为第一支夺得欧洲冠军杯的伦敦足球俱乐部。迪马特奥则藉此连同早前带领球队夺得的足总杯而一举跃升为欧洲最成功的足球教练之一。同时，切尔西还凭借卫冕冠军的身份得以继续参加2012–13年欧洲冠军联赛，尽管他们在本赛季的英超联赛中仅名列第六。因此，在英超排名第四的托特纳姆热刺需要被迫降档参加2012–13年欧洲联赛。在赢得决赛后，作为球队临时主教练的迪马特奥接受了切尔西提供为期两年的正式主教练合同。
作为欧洲冠军联赛冠军，切尔西获得了参加2012年欧洲超级杯的资格，对阵2011–12年歐霸盃冠军得主马德里竞技，但它们却在摩纳哥的路易二世体育场以1–4惨败。切尔西还以相同身份参加了2012年世界俱乐部杯，并在橫濱國際綜合競技場举行的决赛中以0–1不敌科林蒂安而屈居亚军。
拜仁慕尼黑则是继1999年欧洲冠军联赛决赛以1–2不敌曼彻斯特联之后，球队经历的又一次惨痛失利。在那场比赛中，球队于伤停补时阶段被对手连入两球从而遗憾告负。这导致拜仁在2011/12赛季的三项重要赛事中均屈居亚军，并且连续第二年没有获得任何冠军头衔。拜仁阵中的众多球员随后入选了德国队的夏季集训，备战并参加2012年欧洲足球锦标赛。决赛的失败还直接导致了球队体育总监克里斯蒂安·内林格尔被解职，他其后在接受记者采访时说：“当我们失去了欧洲冠军联赛冠军时，那一刻我知道自己将要离开了”。
在接下来的一个赛季中，首次作为卫冕冠军的切尔西在欧洲冠军联赛分组赛阶段便早早出局，成為首支於分組賽階段出局的衛冕冠軍，但仍然获得了继续参加欧洲联赛的资格。在这项赛事中，球队得以淘汰所有对手，进军2013年5月15日于阿姆斯特丹球场举行的决赛，对阵葡萄牙球队本菲卡。他们最终凭借加时赛的入球以2:1获胜。因此，切尔西也成为继阿贾克斯、尤文图斯和拜仁慕尼黑之后，第四支实现包揽欧洲三大杯的大满贯球队，同时也是第一支以欧洲冠军联赛卫冕冠军身份夺得欧洲联赛冠军的球队。
拜仁慕尼黑则在接下来的赛季中大获成功，以刷新多项纪录的表现夺得德国足球冠军及德国杯冠军。海因克斯的球队也再度进入了2013年欧洲冠军联赛决赛，这是他们四年来第三次参加此项赛事的决赛，拜仁面对的是联赛的竞争对手多特蒙德，并最终以2–1赢得胜利。于是，拜仁及切尔西分别以欧洲冠军联赛冠军及欧洲联赛冠军的身份在2013年欧洲超级杯上再度碰面，双方于120分钟的比赛时间内战成2–2平，被迫再度拖入点球大战。最终拜仁以5–4实现复仇，历史上首次夺得欧洲超级杯。